# Valeriana venusta
Valeriana venusta är en kaprifolväxtart som beskrevs av L. C. Chiu. Valeriana venusta ingår i släktet vänderötter, och familjen kaprifolväxter. Inga underarter finns listade i Catalogue of Life.